# 青岛农业大学
青岛农业大学（Qingdao Agricultural University）是一所山东省属高校，是“山东特色名校工程”首批立项重点建设的大学。是中国国务院批准的首批具有学士学位授予权的高校之一，入选山东省高水平大学建设项目“强特色”高校。学校拥有位于城阳和莱阳（独立学院）两个校区，并在建平度校区。青农大在胚胎技术领域具有一定影响力。
学校前身为始建于1951年的莱阳农业学校，2001年经山东省政府批准创建青岛校区，2007年3月经教育部批准更名为青岛农业大学，办学地址由莱阳市变更为青岛市城阳区。
截至2016年1月，学校建有青岛、莱阳两个校区，占地3616亩，校舍建筑面积79万多平方米。仪器设备总值达3.47亿元。图书馆纸质藏书227.22万册，电子图书248.63万种。有专任教师1506人，其中具有高级职称的662人，举办77个本科专业。

## 院系设置
学院设有77个本科专业，拥有13个一级学科硕士点，78个二级学科硕士点

### 教学学院
教学学院19个
- 农学院
- 植物保护学院
- 资源与环境学院
- 园艺学院
- 动物科技学院
- 机电工程学院
- 建筑工程学院
- 生命科学学院
- 食品科学与工程学院
- 经济（合作社）学院
- 管理学院
- 人文社会科学学院
- 化学与药学院
- 艺术学院
- 外国语学院
- 动漫与传媒学院
- 理学与信息科学学院（软件服务与外包学院）
- 海洋科学与工程学院
- 园林与林学院

### 其他
- 体育教学部
- 继续教育学院
- 思想政治理论课教学部
- 合作社学院
- 中加商务学院
- 国际教育学院
- 海都学院（独立学院）